# Manfred II. (Saluzzo)
Manfred II. del Vasto  (* 1140; † 1215) aus dem Geschlecht der Aleramiden war Markgraf von Saluzzo 1175/76 bis 1215. Manfred folgte seinem Vater Manfred I. nach dessen Tod als Markgraf von Saluzzo. Er erweiterte sein Territorium und kämpfte gegen die benachbarten Grafen von Savoyen, mit denen es 1213 zu einem Frieden kam. Da sein Sohn Bonifatius bereits 1212 starb, folgte ihm nach seinem Tod 1215 sein Enkel Manfred III., der bis zu seiner Volljährigkeit unter der Vormundschaft seiner Großmutter Adelasia stand.

## Familie
Er heiratete 1182 Adelasia (Azalaïs) von Montferrat († 1215), eine Tochter von Markgraf Wilhelm V. von Montferrat und Judith von Österreich, einer Tochter Markgraf Leopolds III. Das Paar hatte vier Kinder:
- Agnes († 1212) ⚭ Comita Giudice von Torres († 1218)
- Bonifatius († 1212)[1] ⚭ (1202) Maria, Tochter von Comita Giudice von Torres
- Margarete († nach 1233) ⚭ Gottfried von Salvaing
- Tochter ⚭ Wilhelm II. Markgraf von Ceva